# NGC 5796
NGC 5796 este o galaxie eliptică situată în constelația Balanța. A fost descoperită în 23 mai 1884 de către Ernst Wilhelm Tempel. Se află la o distanță de 42 de megaparseci de Pământ.